# Abell 3266
Abell 3266 ist ein Galaxienhaufen am Südsternhimmel. Sein Name geht auf George Ogden Abell zurück, welcher einen Katalog von Galaxienhaufen erstellt, den Abell-Katalog, in dem Abell 3266 gelistet ist.
Er ist Teil des Horologium-Reticulum-Superhaufens und enthält hunderte von Galaxien. Er ist einer der größten am Südsternhimmel und eine der größten Massenkonzentrationen im nahen Universum.
Abell 3266 zeigt die Spätphase einer Verschmelzung zweier Galaxienhaufen. Dabei bewegt sich der kleinere der beiden mit einer Geschwindigkeit von 750 km/s nahe dem Zentrum des größeren und sorgt für eine starke Aufheizung dieser Region.